# Xã Fayette, Quận Vigo, Indiana
Xã Fayette (tiếng Anh: Fayette Township) là một xã thuộc quận Vigo, tiểu bang Indiana, Hoa Kỳ. Năm 2010, dân số của xã này là 2.630 người.